# Бадин (Пакистан)
Ба́дин (англ. Badin, урду بدین‎) — город в пакистанской провинции Синд, административный центр одноимённого округа.

## География
Город находится в южной части Синда, на расстоянии приблизительно 150 километров к востоку от Карачи, административного центра провинции.
Абсолютная высота — 4 метра над уровнем моря.

## Демография
По данным последней переписи 1998 года, население составляло 61 302 человека.
Динамика численности населения города по годам:
| 1998   | 2012   | 2017    |
| ------ | ------ | ------- |
| 61 302 | 73 103 | 112 420 |

## Экономика
Основу экономики Бадина составляет сельскохозяйственное производство. Главной культурой, выращиваемой в окрестностях города, является рис. Также в городе расположен сахарный завод.

В середине 1990-х годов началось освоение близлежащих месторождений нефти и природного газа.